# Stuart J. Byrne
Stuart James Byrne (* 26. Oktober 1913 in St. Paul, Minnesota; † 23. September 2011 in Ojai, Kalifornien) war ein US-amerikanischer Schriftsteller und Drehbuchautor.

## Leben
Byrne zog mit seiner Familie nach Kalifornien, als er zwölf Jahre alt war. Bereits zu dieser Zeit interessierte er sich für Science-Fiction und beschäftigte sich aktiv mit Astronomie. Anfang der 1930er Jahre erlangte er an der University of California, Los Angeles den Master of Arts und veröffentlichte 1935 seine erste Science-Fiction-Geschichte, Music of the Spheres, im Magazin Amazing Stories. Weitere Stories erschienen in den folgenden beiden Jahrzehnten auch in Science Stories, Imagination Magazine und im Other Worlds Magazine. Unter seinem eigenen Namen und den Pseudonymen Rothayne Amare, John Bloodstone, Howard Dare und dem Sammelpseudonym Marx Kaye schrieb Byrne vor allem Kurzgeschichten, aber auch Romane. Seine bekannteste Figur ist die des „Michael Flanagan“, des Helden dreier Geschichten, die er als John Bloodstone veröffentlichte. Eine 1955 geschriebene Tarzan-Geschichte Byrnes’ konnte wegen des fehlenden Einverständnisses der Erben von Edgar Rice Burroughs nie verlegt werden. In den 1970er Jahren übersetzte er einige Perry-Rhodan-Romane ins Englische.
Ab 1959 wurde Byrne als Drehbuchautor für die Fernsehserie Men into Space verpflichtet. Daneben schrieb er auch das Drehbuch für den Italowestern Die Höllenhunde (1971) und für den Science-Fiction-Film Hydra verschollen in Galaxis 4 aus dem Jahr 1972.
Byrne war seit den 1930er Jahren verheiratet und hatte zwei Kinder.

## Bibliografie
Stephen Germain (Romane)
- 1 Prometheus II (in: Amazing Stories, February 1948)
- 2 The Golden Guardsmen (3 Teile in: Other Worlds Science Stories, April 1952 ff.)

Colossus (Kurzgeschichten)
- Colossus (in: Other Worlds Science Stories, May 1950)
- Colossus II (in: Other Worlds Science Stories, July 1950)
- Colussus III (in: Other Worlds Science Stories, September 1950)

Michael Flannigan (Kurzromane)
- 1 Land Beyond the Lens (in: Amazing Stories, March 1952)
- 2 The Golden Gods (in: Amazing Stories, April 1952)
  - Deutsch: Im Banne der Mondwelt. Übersetzt von Fritzheinz van Doornick. Pabel (Utopia Zukunftsroman #89), 1957.
- 3 The Return of Michael Flannigan (in: Amazing Stories, August 1952)

Larry Buchanan (Romane)
- 1 Power Metal (3 Teile in: Other Worlds Science Stories, May 1953 ff.)
- 2 Star Man (1969)

The David Duquayne Saga (Romane)
- 1 The Alpha Trap (1976)
- 2 Lord of the Djinn (2008)

Star Man (Kurzgeschichten)
- 1 Supermen of Alpha (1979, in: Perry Rhodan #137: The Phantom Horde / Star Man 1–5)
- 2 Time Window (1979, in: Perry Rhodan #137: The Phantom Horde / Star Man 1–5)
- 3 Interstellar Mutineers (1979, in: Perry Rhodan #137: The Phantom Horde / Star Man 1–5)
- 4 The Cosmium Raiders (1979, in: Perry Rhodan #137: The Phantom Horde / Star Man 1–5)
- 5 The World Changer (1979, in: Perry Rhodan #137: The Phantom Horde / Star Man 1–5)
- 6 The Slaves of Venus (1980, in: Stuart J. Byrne: Star Man 6–11)
- 7 Lost in the Milky Way (1980, in: Stuart J. Byrne: Star Man 6–11)
- 8 Time Trap (1980, in: Stuart J. Byrne: Star Man 6–11)
- 9 The Centaurian (1980, in: Stuart J. Byrne: Star Man 6–11)
- 10 The Emperor (1980, in: Stuart J. Byrne: Star Man 6–11)
- 11 The Return of Star Man (1980, in: Stuart J. Byrne: Star Man 6–11)
- Star Man 6–11 (1980, Sammlung)
- The First Star Man Omnibus (2005, Sammlung von 1 und 2)

Romane
- Last Days of Thronas (in: Science Stories, February 1954; auch: The Last Days of Thronas, 2013)
- Godman! (1970; als John Bloodstone)
- Thundar (1971; auch: Thundar: Man of Two Worlds, 2009)
- The Visitation (1977; als Rothayne Amare)

Sammlungen
- The Music of the Spheres & Other Classic Science Fiction Stories (2013)

Kurzgeschichten
1935:
- The Music of the Spheres (in: Amazing Stories, August 1935; auch: Music of the Spheres, 2013)

1951:
- Beyond the Darkness (in: Other Worlds Science Stories, June and July 1951)
- A Matter of Perspective (in: Other Worlds Science Stories, October 1951)

1952:
- Qsrthnxrpqrpf* (in: Other Worlds Science Stories, March 1952; auch: Gsrthnxrpqrpf (*), 2013)
- The Ultimate Death (in: Other Worlds Science Stories, July 1952)
- The Naked Goddess (in: Other Worlds Science Stories, October 1952; auch: Lady of Flame, 1953)
- Children of the Chronotron (in: Imagination, December 1952)
  - Deutsch: Opfer der Zukunft. Übersetzt von Horst Mayer. Pabel (Utopia Zukunftsroman #497), 1966.

1953:
- The Bridge (in: Science Stories, December 1953)
- Potential Zero (in: Science Stories, December 1953)

1954:
- Beware the Star Gods (in: Imagination, June 1954)

1957:
- The Metamorphs (in: Other Worlds Science Stories, January 1957)
  - Deutsch: Die Invasion der Seelenlosen. Übersetzt von Walter K. Baumann. Pabel (Utopia Zukunftsroman #199), 1959.
- Spaceship Named Desire (in: Flying Saucers from Other Worlds, July 1957; auch: A Spaceship Named Desire, 2013)

1975:
- Test Flight to Eden (1975, 2 Teile in: Perry Rhodan #68: Under the Stars of Druufon ff.; mit Clark Darlton)
  - Deutsch: Der Flug nach Eden. Übersetzt von Rosemarie Heinemann. In: SF Perry Rhodan Magazin, 5/79. Paebl, 1979.

2013:
- The Ghost of Future-Past (2013, in: Stuart J. Byrne: The Music of the Spheres & Other Classic Science Fiction Stories)
- The Man Who Challenged God (2013, in: Stuart J. Byrne: The Music of the Spheres & Other Classic Science Fiction Stories)
- A Star Fell on Okajuma (2013, in: Stuart J. Byrne: The Music of the Spheres & Other Classic Science Fiction Stories)

Sachliteratur
- Saved by an Angel and Other Strange, True and Untold Tales from the Life of a Maverick Science Fiction Writer (2013)

## Filmografie (Auswahl)
- 1971: Die Höllenhunde (La spina dorsale del diavolo)
- 1972: Hydra verschollen in Galaxis 4 (The Doomsday Machine)